# Rete tranviaria di Rouen
La rete tranviaria di Rouen (chiamato localmente Métro de Rouen) è la rete tranviaria che serve la città francese di Rouen. È composta da due linee.